# Turanomyia fedtshenkoi
Turanomyia fedtshenkoi (лат.) — вид серых мясных мух, единственный в составе рода Turanomyia из подсемейства Paramacronychiinae (Sarcophagidae).

## Распространение
Палеарктика: Узбекистан.

## Описание
Волоски лицевого гребня длинные и крупные, заметно длиннее первого членика жгутика усика; крыловая ячейка r4+5 длинностебельчатая. Щёчная борозда сильно расширена, лицо сильно отклонено, а вибриссный угол находится значительно позади усиковой вставки; вибриссы едва отделены от других щетинистых волосков на лицевом гребне; первый флагелломер  длиной не более педицеллуса; посткраниум с вертикальной складкой. Высота щеки примерно равна или превышает 0,53 высоты глаза.